# Epiplema hians
Epiplema hians är en fjärilsart som beskrevs av Felder och Alois Friedrich Rogenhofer 1876. Epiplema hians ingår i släktet Epiplema och familjen Uraniidae. Inga underarter finns listade i Catalogue of Life.